# Longpest
De longpest is een speciale en tegenwoordig vrij zeldzame vorm van pest waarbij de pestbacterie zich in de longen vestigt. De besmetting van de longen kan ontstaan door druppelinfectie, dat wil zeggen door aanhoesten, speekseloverdracht en dergelijke, of door een zich verder ontwikkelende builenpest die zich in het lichaam uitbreidt.
In tegenstelling tot de builenpest kan de longpest via de lucht van mens tot mens worden overgedragen. Daar de bacterie buiten het lichaam van de patiënt niet lang kan overleven, wordt aangenomen dat de besmettelijkheid lager is dan die van bijvoorbeeld influenza. Onbehandeld is de ziekte in vrijwel 100% van de gevallen binnen enkele dagen fataal. Naar het schijnt kan de bacterie de normale afweersystemen van de longen onderdrukken en zich daarom veel sneller vermeerderen dan andere longinfecties.
Evenals andere vormen van pest kan de ziekte in een vroeg stadium met antibiotica behandeld worden. Bij vermoeden van longpest moeten patiënten in quarantaine gehouden worden en moet de verdenking direct gemeld worden bij de overheid.

## Meldingsplicht Nederland
In Nederland valt de ziekte onder categorie B1 van de infectieziektenwet. Dat betekent dat binnen 24 uur na constatering door een arts of bij een gegrond vermoeden ervan, er melding moet worden gedaan bij een GGD.

## Recente uitbraken
Tegenwoordig komt de longpest zeer weinig meer voor. Een voorbeeld van een vrij recente uitbraak is die op 3 augustus 2009 in de Chinese stad Ziketan (Hainan, Qinghai), die zeker drie mensen het leven kostte. Omdat er nog tien andere gevallen van besmetting waren gemeld, werd de Chinese stad voor een periode van zes dagen volledig van de buitenwereld afgesloten. In 2017 was er een uitbraak in Madagaskar die meer dan honderd mensen het leven kostte.
Op 14 november 2019 werd bekend dat in China een echtpaar besmet bleek met de ziekte. Ook werd gemeld dat in mei van dat jaar al twee mensen uit dezelfde provincie  (Binnen-Mongolië) aan de ziekte waren overleden.

## Uiterlijke symptomen
- ophoesten van helderrood schuimend bloed
- snelle, moeizame ademhaling
- hoge koorts
- snelle hartslag
- hevige hoofdpijn
- onrust
- verwardheid